# ß

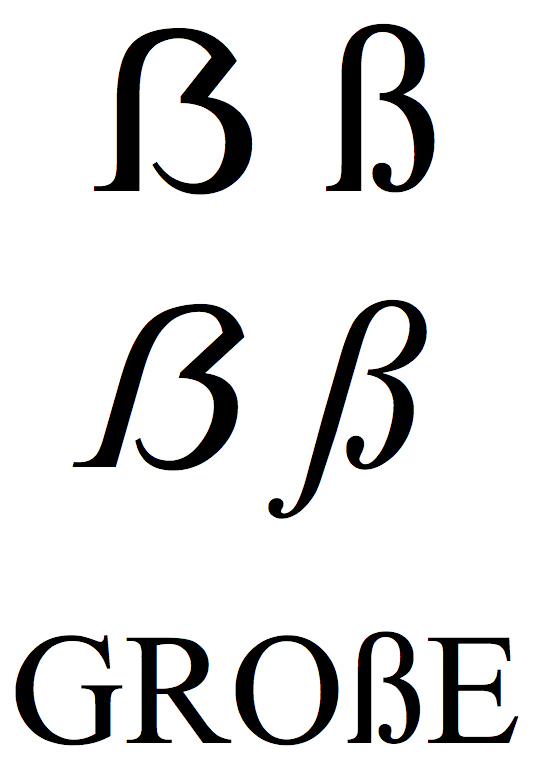

A ß (scharfes S, németül általánosabb nevén Eszett [esz-cet], latin small/capital letter sharp s) a német nyelvben az [sz] hang leírására használatos betű. Az ábécé nem tartalmazza, betűrendbe soroláskor „ss”-ként sorolják be.
Ma már csak a német nyelv, de a 18. században még más nyelvek is használták.

## Eredete
A ß betű az ſs vagy ſz ligatúrából alakult. Ezzel a zöngétlen [sz] hangot jelölték, szemben az egyszerű s betűvel, amely intervokális helyzetben a [z] hangot jelölte (és jelöli ma is). Ebből a ligatúrából származik a magyar sz betű is, amelyet régen ſz alakban is írtak.

## A nagybetűs ẞ
A ß-t sokáig csak kisbetűvel írták, és nagybetűs szövegekben is ezt az alakot használták, mint a kép „GROßE” felirata, vagy SS-szel helyettesítették.
A 2017-es német helyesírás az SS írásmód mellett már lehetővé teszi a nagy ẞ használatát is.

## Német helyesírás
Németországban és Ausztriában az 1996-os helyesírási reform keretében a ß-t rövid magánhangzó után lecserélték ss-re, pl. Nuß → Nuss ’dió’. Hosszú magánhangzó után azonban megmaradt a ß, pl. Fuß ’láb’, weiß ’fehér’. Ezzel tehát a ß/ss írásmódjára is kiterjesztették azt az általános helyesírási szabályt, hogy hosszú magánhangzó után egy darab mássalhangzót írunk, rövid magánhangzó után pedig kettőt (két azonosat). Hosszú magánhangzót tartalmazó szavak például: Vater ’apa’, Schal ’sál’, Fuß ’láb’, Maße ’méretek’,  rövid magánhangzót tartalmazó szavak például: Mutter ’anya’, Schall ’hang’, Nuss ’dió’, Masse ’tömeg’. 
A kiejtés pontosabb jelölésén és a rendszerszerűségen kívül a ß/ss új írásmódjának további előnye még a morfémaállandóság: míg korábban a Nuß, Nüsse ’dió, diók’ szavakban helyesírási váltakozás volt, addig ma a Nuss, Nüsse alakokban a szótő végi [sz] hang írásmódja egységes.
Svájcban és Liechtensteinben nem használják a ß-t, helyette mindig ss-t írnak, hosszú magánhangzó után is.

## Számítógépes használata
A nagybetűs alakot 2004-ben megpróbálták felvenni a Unicode szabványba, de a kérést elutasították.
A második jelölést követően 2008-ban vették fel a Unicode 5.1.0-ba a ẞ-t.

### Billentyűkombinációkkal
| Billentyűzetkiosztás                      | Kisbetű (ß) | Nagybetű (ẞ)   |
| ----------------------------------------- | ----------- | -------------- |
| Windows billentyűzet                      | AltGr+Á     | nem lehetséges |
| Linux alapértelmezett magyar billentyűzet | AltGr+Á     | AltGr+Shift+Á  |
| Apple billentyűzet                        | Alt+S       | nem lehetséges |

### Karakterkódolás
| Karakterkészlet | Kisbetű (ß) | Nagybetű (ẞ) |
| --------------- | ----------- | ------------ |
| EBCDIC          | 223         |              |
| Bináris EBCDIC  | 100101111   |              |
| Unicode         | U+00DF      | U+1E9E       |
| HTML/XML        | &szlig;     | &7838;       |

### Angolul
- EBCDIC-kódok
- Kis- és nagybetűs Unicode- és HTML-kódok

### Németül
- ↑ Lektor.at:  https://web.archive.org/web/20130404233215/http://www.lektor.at/beliebte-rechtschreibfehler/scharfes-s/ (németül)